# Lenovo Ideapad
Lenovo Ideapad – seria laptopów chińskiego producenta sprzętu elektronicznego. Wchodzą do niej notebooki zarówno do zastosowań profesjonalnych, jak również do podstawowych czynności wykonywanych na komputerze. Rozmiar matryc pozwala dostosować wielkość ekranu do stylu użytkowania laptopa. Niektóre urządzenia wyposażone są również w dodatkowy panel dotykowy na klawiaturze, nazywany trackpadem. W zależności od preferowanego zastosowania wyróżnia się kilka grup notebooków spod znaku Ideapad:
- Seria Y900 – sprzęt oferujący 17,3 calową matrycę, składający się z podzespołów o najwyższej wydajności, co przekłada się na wysokie wyniki w grach komputerowych. Oferta skierowana do profesjonalistów oraz zapalonych graczy.
- Seria Y700 – notebooki w rozmiarze 15,6 oraz 17,3 cali. Względem serii Y900 posiada wyższy poziom mobilności, jednakże kosztem zoptymalizowanej wydajności.
- Seria 700 – laptopy skierowane do zastosowań multimedialnych, w klasyfikacji osiągów seria reprezentuje średnią półkę wydajnościową. W zależności od wymaganej od sprzętu poręczności, producent oddaje do dyspozycji matryce w wielkości od 13 do 17 cali, jak również sprzęt typu ultrabook.
- Seria 500s – notebooki z matrycami w rozmiarach 13,3 oraz 14 cali, dzięki zastosowaniu bardziej energooszczędnych podzespołów uzyskuje się wydłużony czas pracy na baterii.
- Seria 500 – laptopy w rozmiarze 15 cali, skierowane do odbiorców półprofesjonalnych. Oferta będąca złotym środkiem pomiędzy ceną urządzenia, a jego wydajnością.
- Seria 300 – oferta skierowana do szerokiego grona odbiorców,  którzy wymagają sprawnego użytkowania komputera w podstawowych aspektach, jak również korzystania z kilku bardziej zaawansowanych aplikacji. Posiada przedstawiciela w gronie urządzeń typu ultrabook.
- Seria 100 – najniższa półka wydajnościowa wśród serii Ideapad, laptopy w pełnej gamie rozmiarów zapewniające bezproblemowe wykonywanie codziennych czynności takich jak przeglądanie sieci oraz sprawdzanie poczty elektronicznej.
- Seria MIIX – urządzenia 2 w 1, łączą w sobie zalety laptopa i tabletu. Sprzęt posiada zewnętrzną klawiaturę, którą w razie potrzeby można podpiąć do urządzenia.